# يوزورو شيمادا
يوزورو شيمادا (باليابانية: 島田 譲) (مواليد 28 نوفمبر 1990)، هو لاعب كرة قدم ياباني سابق كان يلعب كلاعب وسط.

## وصلات خارجية
- يوزورو شيمادا على موقع رابطة كرة القدم اليابانية للمحترفين (اليابانية)
- يوزورو شيمادا على موقع قاعدة بيانات كرة القدم.إي يو (الإنجليزية)
- يوزورو شيمادا على موقع Soccerway.com (الإنجليزية)
- يوزورو شيمادا على موقع عالم كرة القدم.نت (الإنجليزية)